# برندن کریستین
برندن کریستین (انگلیسی: Brendan Christian؛ زادهٔ ۱۱ دسامبر ۱۹۸۳) دونده سرعت اهل آنتیگوآ و باربودا است.
وی در مسابقات کشوری و بین‌المللی در مجموع برندهٔ ۱ مدال طلا، ۱ مدال نقره، ۱ مدال برنز شده‌است.